# En Internet, nadie sabe que eres un perro

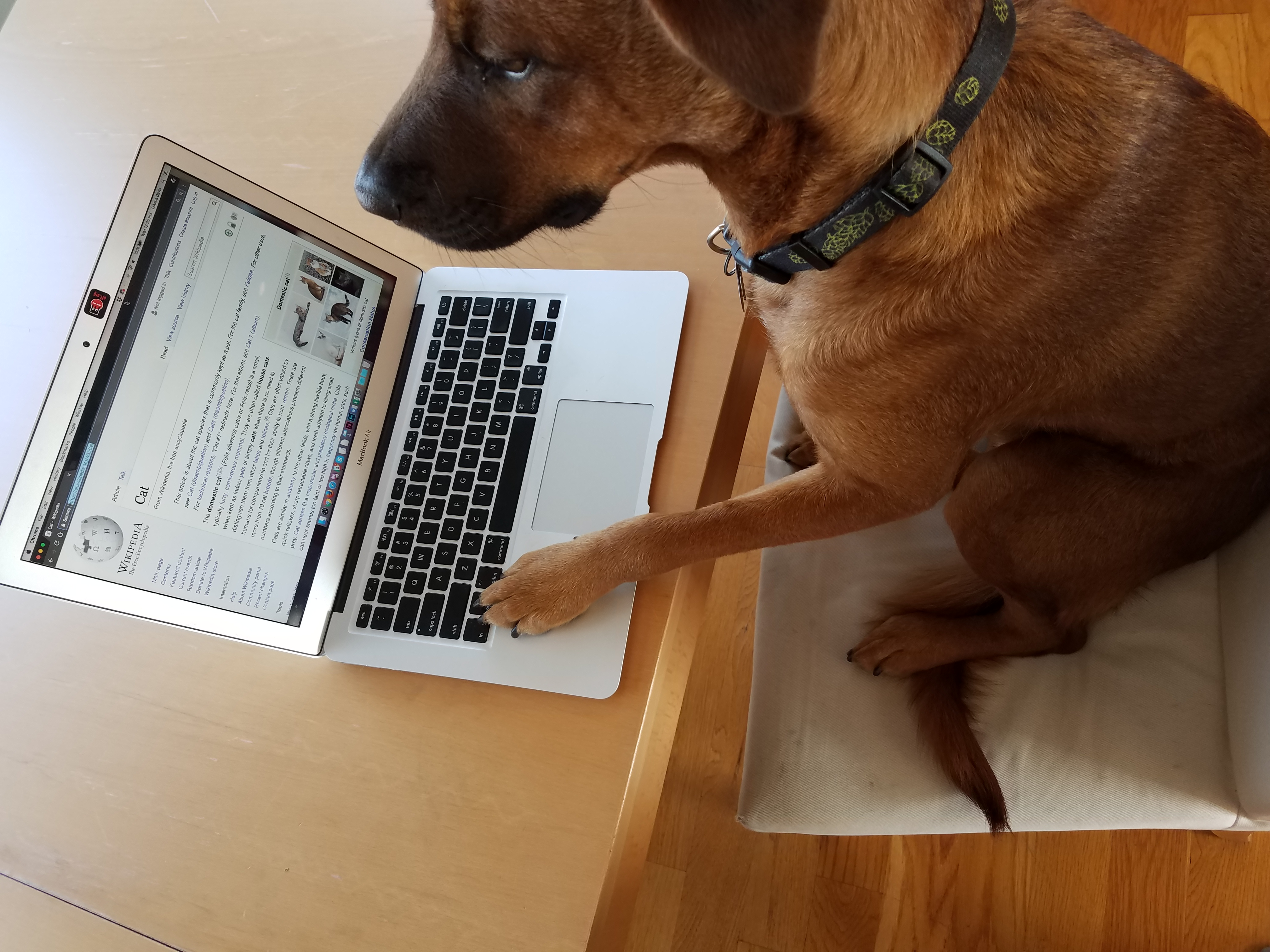
Perro viendo Wikipedia, dando un ejemplo de la frase.

«En Internet, nadie sabe que eres un perro» («On the Internet, nobody knows you're a dog» en inglés) es un adagio y meme sobre el anonimato en Internet que comenzó como una simple caricatura dibujada por Peter Steiner y publicada en The New Yorker el 5 de julio de 1993. La caricatura muestra a dos perros: uno sentado frente a una computadora, enunciando el título a otro perro sentado en el piso. Hasta 2011, fue la caricatura más reproducida de The New Yorker, y Steiner tuvo ganancias de hasta cincuenta mil dólares por su reimpresión.

## Contexto
La caricatura marca un momento relevante en la historia de Internet. La Internet, que en su anterioridad era exclusivamente de uso gubernamental o académico, se volvió convertido en un tema de debate en revistas de interés general como The New Yorker. El fundador de Lotus Software y considerado como uno de los primeros activistas de Internet, Mitch Kapor, comentó en un artículo de la revista Time en 1993 que «la verdadera señal de que el interés popular ha alcanzado una masa crítica se produjo este verano cuando el New Yorker publicó una viñeta en la que aparecían dos caninos expertos en informática».
Según Bob Mankoff, entonces editor de viñetas de The New Yorker, justificó que «la viñeta resonaba con nuestro cuidado ante la fácil fachada que podía elaborar aquel con un conocimiento mínimo de HTML».